# -ism
اسم (أو إزم) لاحقة يشتق بها اسم المعنى في الكلمات اليونانية، وتستعمل في لغات كثيرة لصوغ الألفاظ الجديدة. تترجم إلى العربية في الغالب بمصدر صناعي.
إست لاحقة يشتق بها اسم الذات في الكلمات اليونانية. تترجم إلى العربية في الغالب بالمصدر الصناعي.

## دلالة

### على حال
يدل على حال الشيء (نحو paganism - وثنية).

### على فعل
يدل على فعل الشيء (نحو criticism - نقد).

### على ميز
يدل على ميز للشيء عن غيره (نحو ageism - تفرقة عمرية).

### على ميل
يدل على ميل إلى الشيء (نحو romanticism - رومانسية (فن)).

## وصلات خارجية
- العمرو خالدية - موقع الكاتبة حياة الياقوت